# Natalia Rumbina
Natalia Rumbina (gr. Ναταλία Ρουμπίνα; ur. 19 lipca 1984) – cypryjska pływaczka, olimpijka.

## Kariera
Uczestniczka Letnich Igrzysk Olimpijskich 2000, podczas których startowała wyłącznie w wyścigu na 200 m stylem motylkowym. Zajęła 6. miejsce w swoim wyścigu eliminacyjnym z czasem 2:17,01, odpadając z dalszej rywalizacji. W klasyfikacji łącznej uplasowała się na 30. pozycji (startowało 36 zawodniczek).
Wystąpiła na Igrzyskach Wspólnoty Narodów 2002, gdzie wystąpiła w 4 konkurencjach. Została zdyskwalifikowana w wyścigu eliminacyjnym na 50 m stylem motylkowym i odpadła w eliminacjach 200 m stylem motylkowym. Zajęła również 16. miejsce na 100 m stylem motylkowym i 7. pozycję w sztafecie 4 × 100 m stylem zmiennym.
Medalistka igrzysk małych państw Europy. W 1999 roku zdobyła złoto w wyścigu na 800 m stylem dowolnym. W 2009 roku była posiadaczką rekordu igrzysk na 800 m stylem dowolnym i na 200 m stylem motylkowym.